# Jorge Luis Córdova

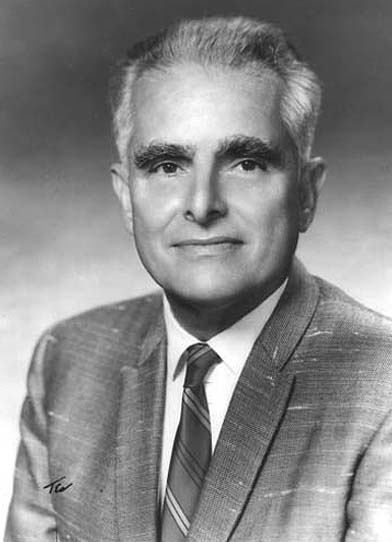
Jorge Luis Córdova

 Jorge Luis Córdova Diaz (* 20. April 1907 in Manatí; † 16. September 1994 in San Juan) war ein puerto-ricanischer Politiker. Zwischen 1969 und 1973 vertrat er Puerto Rico als Delegierter (Resident Commissioner) im Repräsentantenhaus der Vereinigten Staaten.

## Werdegang
Jorge Córdova war der Sohn des Kongressdelegierten Félix Córdova Dávila (1878–1938). Er studierte bis 1928 an der Catholic University of America in Washington, D.C. Nach einem anschließenden Jurastudium an der Harvard University und seiner 1931 erfolgten Zulassung als Rechtsanwalt begann er in diesem Beruf zu arbeiten. Zwischen 1940 und 1945 war er Richter am Superior Court in San Juan. Danach war er bis 1946 am Obersten Gerichtshof von Puerto Rico (Tribunal Supremo) ebenfalls als Richter tätig. Politisch war er Mitglied der Partido Nuevo Progresista.
Bei den Kongresswahlen des Jahres 1968 wurde Córdova als nicht stimmberechtigter Delegierter in das US-Repräsentantenhaus in Washington gewählt, wo er am 3. Januar 1969 die Nachfolge von Santiago Polanco Abreu antrat und der republikanischen Fraktion angehörte. Da er im Jahr 1972 nicht bestätigt wurde, konnte er nur bis zum 3. Januar 1973 im Kongress verbleiben. Weil die Kongressdelegierten aus Puerto Rico im Gegensatz zu den sonstigen amerikanischen Wahlregeln auf vier Jahre gewählt werden, entspricht das für ihn einer Legislaturperiode.
Nach dem Ende seiner Zeit im US-Repräsentantenhaus betätigte sich Jorge Córdova als privater Geschäftsmann. Er starb am 16. September 1994 in San Juan.